# 北美直眉鮃
北美直眉鮃為輻鰭魚綱鰈形目鰈亞目鮃科的其中一種，為熱帶海水魚，分布於西大西洋加拿大至巴西海域，棲息深度35-180公尺，體長可達10公分，棲息在底層水域，生活習性不明。